# Mišael Bob Vidaković
Mišael Bob Vidaković je kantautor i muzičar iz Srbije, rođen je 23. marta 1970. u Diseldorfu u Nemačkoj, odrastao je i živi u Arilju. 
Muzikom počinje da se bavi 1985. godine sa nepunih 15 godina. 
Tokom perioda od 2013. do 2020. godine Bob svira u grupi Sinnermen sa kojom beleži uspeh u zemlji i regionu, da bi 2020. započeo samostalnu karijeru. Period od 2020. do danas obeležio je sa 2 studijska albuma u saradnji sa producentom Borisom Mladenovićem Bomlom (Jarboli) i izdao u saradnji sa Ammonite Digital. Kao i velikim brojem gostovanja i koncerata širom Srbije i regiona, nastupajući po klubovima, festivalima i koncertima. Godine 2022. izbacuje prvi samostalni album sa 12 pesama koji nosi naziv Spasi me, po istoimenoj pesmi, da bi 2023. godine singlom Balkan, najavio drugi studijski album pod nazivom Album II. Tokom dosadašnje samostalne karijere kao Michael Bob Vidaković, u saradnji sa produkcijom Medusa Culture Hub, Mišael snima 6 video spotova u periodu 2020-2024.
Bob Vidaković piše tekstove i komponuje muziku za svoje pesme. Pored akustične gitare, svira električnu gitaru i peva.

### Spotovi
- Spasi me
- Za neki dan
- Balkan
- Potrošiti sreću
- Sloboda[7]
- Jadransko more

## Diskografija
Mišael Bob Vidaković - Spasi me  (Ammonite Records/2022. godina) 
1. Spasi me
2. Majko zemljo
3. Hir
4. Menjaj se
5. Samoća
6. Za neki dan
7. Potrošiti sreću
8. Felicia
9. O čemu pričaš
10. Put bez povratka
11. Zašto ne
12. E, Marina

Mišael Bob Vidaković - Album II (Ammonite Records/2023.godina)
1. Balkan
2. Sloboda
3. Euridika
4. Superstar
5. Romansa
6. Reci mi
7. Monoman
8. Osmesi novog jutra
9. Znaj da sutra
10. Jadransko more